# Adrasan, Kumluca
Adrasan là một thị trấn thuộc huyện Kumluca, tỉnh Antalya, Thổ Nhĩ Kỳ. Dân số thời điểm năm 2011 là 2.461 người.